# 13e étape du Tour de France 1994
Pour un article plus général, voir Tour de France 1994.
La 13e étape du Tour de France 1994 a lieu le 16 juillet 1994 entre les villes de Bagnères-de-Bigorre et d'Albi sur une distance de 223 km. Elle est remportée par Bjarne Riis.

## Parcours
Au sortir des Pyrénées, une étape de transition, peu accidentée, est proposée aux coureurs. Néanmoins, quatre difficultés sont répertoriées pour le classement de la montagne, la première à Mauvezin, classée en 3e catégorie, en début d'étape, les trois autres en 4e catégorie dans sa seconde partie. Le parcours du jour relie ainsi Bagnères-de-Bigorre, à l'entrée de la vallée de Campan, à Albi, la préfecture du Tarn, en passant par les départements des Hautes-Pyrénées, de la Haute-Garonne et du Gers. Enfin, deux sprints intermédiaires sont disputés à Nizan-Gesse et à Gaillac.

## La course
Les attaques sont nombreuses durant toute la première partie de l'étape, sans parvenir à prendre suffisamment de champ par rapport au peloton. À la suite de l'une d'elles, à la sortie de Lombez, le peloton se scinde en trois parties, piégeant notamment Marco Pantani et Tony Rominger dans le dernier groupe. Un regroupement général s'opère après vingt kilomètres de poursuite, mais cette phase de la course démontre à nouveau la méforme de Rominger, second au classement général, qui finit par abandonner au 183e kilomètre, victime d'une gastro-entérite.
Une échappée de sept coureurs parvient finalement à prendre le large à 70 kilomètres de l'arrivée, comprenant Bjarne Riis, septième du général, mais aussi l'ancien maillot jaune Johan Museeuw, Edwig Van Hooydonck, Bruno Cenghialta, Erik Breukink, Franco Chioccioli et Raúl Alcalá. Elle parvient à prendre 2 min 40 s d'avance, mais la présence de Riis incite l'équipe Banesto du maillot jaune à réagir, rapidement relayée par les Polti de Djamolidine Abdoujaparov et les Lampre de Ján Svorada, intéressés par une arrivée au sprint. La mésentente régnant au sein de l'échappée, Bjarne Riis attaque à 20 kilomètres de l'arrivée pour tenter sa chance en solitaire. Il parvient à résister au retour du peloton, et s'impose avec neuf secondes d'avance sur celui-ci, réglé par Svorada. Vainqueur de la 7e étape l'année précédente, Riis remporte le deuxième succès de sa carrière sur le Tour de France,.

## Classement de l'étape
| Classement de la 13e étape | Classement de la 13e étape | Classement de la 13e étape | Classement de la 13e étape | Classement de la 13e étape |
|                            | Coureur                    | Pays                       | Équipe                     | Temps                      |
| -------------------------- | -------------------------- | -------------------------- | -------------------------- | -------------------------- |
| 1er                        | Bjarne Riis                | Danemark                   | Gewiss-Ballan              | en 5 h 14 min 48 s         |
| 2e                         | Ján Svorada                | Slovaquie                  | Lampre-Panaria             | + 9 s                      |
| 3e                         | Djamolidine Abdoujaparov   | Ouzbékistan                | Polti-Vaporetto            | + 9 s                      |
| 4e                         | Silvio Martinello          | Italie                     | Mercatone Uno-Medeghini    | + 9 s                      |
| 5e                         | Christophe Capelle         | France                     | GAN                        | + 9 s                      |
| 6e                         | Jean-Paul van Poppel       | Pays-Bas                   | Festina-Lotus              | + 9 s                      |
| 7e                         | Andreï Tchmil              | Moldavie                   | Lotto-Caldoi               | + 9 s                      |
| 8e                         | Emmanuel Magnien           | France                     | Castorama                  | + 9 s                      |
| 9e                         | François Simon             | France                     | Castorama                  | + 9 s                      |
| 10e                        | Marc Sergeant              | Belgique                   | Novemail-Histor            | + 9 s                      |
| modifier                   |                            |                            |                            |                            |

## Classement général
| Classement général après la 13e étape | Classement général après la 13e étape | Classement général après la 13e étape | Classement général après la 13e étape | Classement général après la 13e étape |
|                                       | Coureur                               | Pays                                  | Équipe                                | Temps                                 |
| ------------------------------------- | ------------------------------------- | ------------------------------------- | ------------------------------------- | ------------------------------------- |
| 1er                                   | Miguel Indurain                       | Espagne                               | Banesto                               | en 63 h 18 min 36 s                   |
| 2e                                    | Richard Virenque                      | France                                | Festina-Lotus                         | + 7 min 56 s                          |
| 3e                                    | Armand de Las Cuevas                  | France                                | Castorama                             | + 8 min 2 s                           |
| 4e                                    | Luc Leblanc                           | France                                | Festina-Lotus                         | + 8 min 35 s                          |
| 5e                                    | Vladimir Poulnikov                    | Ukraine                               | Carrera-Tassoni                       | + 11 min 30 s                         |
| 6e                                    | Bjarne Riis                           | Danemark                              | Gewiss-Ballan                         | + 11 min 35 s                         |
| 7e                                    | Marco Pantani                         | Italie                                | Carrera-Tassoni                       | + 11 min 55 s                         |
| 8e                                    | Thomas Davy                           | France                                | Castorama                             | + 12 min 26 s                         |
| 9e                                    | Piotr Ugrumov                         | Lettonie                              | Gewiss-Ballan                         | + 13 min 17 s                         |
| 10e                                   | Abraham Olano                         | Espagne                               | Mapei-CLAS                            | + 14 min 5 s                          |
| modifier                              |                                       |                                       |                                       |                                       |

## Classements annexes

### Classement par points
| Classement par points | Classement par points    | Classement par points | Classement par points   | Classement par points |
| --------------------- | ------------------------ | --------------------- | ----------------------- | --------------------- |
|                       | Coureur                  | Pays                  | Équipe                  | Point(s)              |
| 1er                   | Djamolidine Abdoujaparov | Ouzbékistan           | Polti-Vaporetto         | 249 points            |
| 2e                    | Silvio Martinello        | Italie                | Mercatone Uno-Medeghini | 205 pts               |
| 3e                    | Ján Svorada              | Slovaquie             | Lampre-Panaria          | 172 pts               |
| modifier              |                          |                       |                         |                       |

### Classement du meilleur grimpeur
| Classement du meilleur grimpeur | Classement du meilleur grimpeur | Classement du meilleur grimpeur | Classement du meilleur grimpeur | Classement du meilleur grimpeur |
| ------------------------------- | ------------------------------- | ------------------------------- | ------------------------------- | ------------------------------- |
|                                 | Coureur                         | Pays                            | Équipe                          | Point(s)                        |
| 1er                             | Richard Virenque                | France                          | Festina-Lotus                   | 194 points                      |
| 2e                              | Oscar Pelliccioli               | Italie                          | Polti-Vaporetto                 | 103 pts                         |
| 3e                              | Peter De Clercq                 | Belgique                        | Lotto-Caldoi                    | 86 pts                          |
| modifier                        |                                 |                                 |                                 |                                 |

### Classement du meilleur jeune
| Classement général du meilleur jeune | Classement général du meilleur jeune | Classement général du meilleur jeune | Classement général du meilleur jeune | Classement général du meilleur jeune |
|                                      | Coureur                              | Pays                                 | Équipe                               | Temps                                |
| ------------------------------------ | ------------------------------------ | ------------------------------------ | ------------------------------------ | ------------------------------------ |
| 1er                                  | Richard Virenque                     | France                               | Festina-Lotus                        | en 63 h 26 min 32 s                  |
| 2e                                   | Marco Pantani                        | Italie                               | Carrera-Tassoni                      | + 3 min 59 s                         |
| 3e                                   | Abraham Olano                        | Espagne                              | Mapei-CLAS                           | + 6 min 9 s                          |
| modifier                             |                                      |                                      |                                      |                                      |

### Classement par équipes
| Classement par équipes | Classement par équipes | Classement par équipes | Classement par équipes |
|                        | Équipe                 | Pays                   | Temps                  |
| ---------------------- | ---------------------- | ---------------------- | ---------------------- |
| 1re                    | Festina-Lotus          | France                 | en 190 h 25 min 15 s   |
| 2e                     | Banesto                | Espagne                | + 2 min 38 s           |
| 3e                     | Mapei-CLAS             | Italie                 | + 5 min 49 s           |
| modifier               |                        |                        |                        |